# Versnellingsindicator

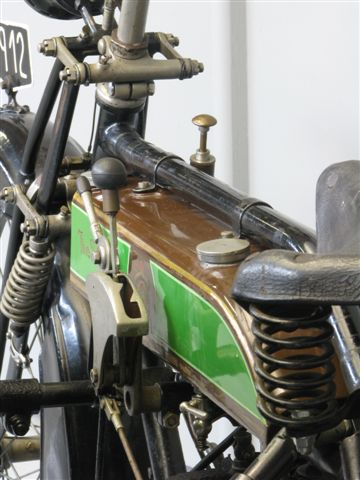
Vroeger was het makkelijker te zien in welke versnelling men schakelde, zoals bij deze Sun uit 1912

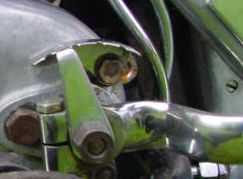
Indicatieplaatje op de versnellingsbak van een Sunbeam uit 1938

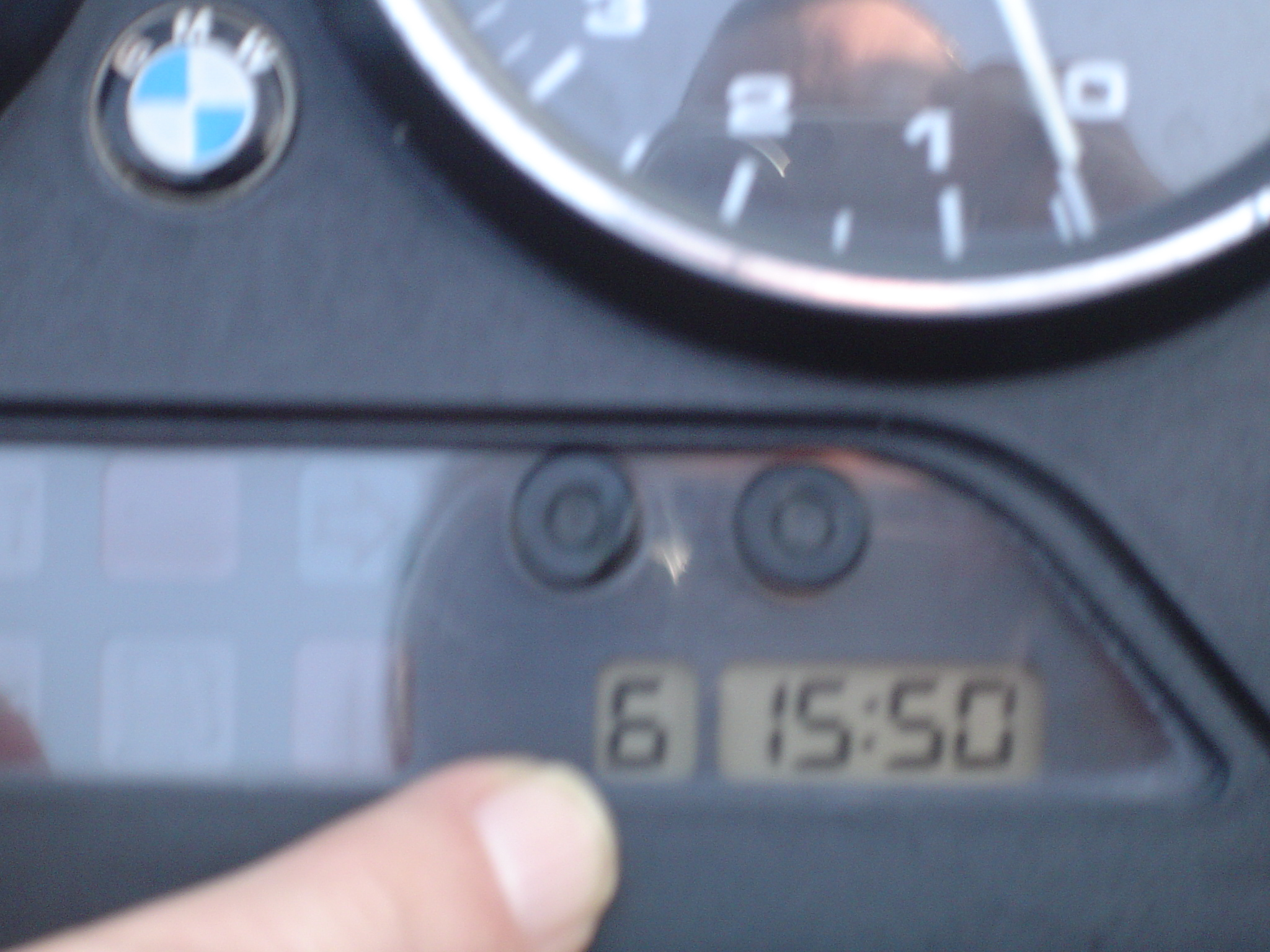
Moderne digitale versnellingsindicator op een motorfiets

Een versnellingsindicator is een middel dat met name bij motorfietsen wordt gebruikt om te controleren in welke versnelling er is geschakeld.
Dit is nodig omdat een motorfiets een sequentiële versnellingsbak met voetschakeling heeft. Men kan dus niet zien in welke versnelling men schakelt. De enige controle die de motorrijder heeft is tijdens het schakelen te tellen. Uiteraard is dit een kwestie van ervaring: een ervaren motorrijder die zijn motorfiets goed kent heeft weinig problemen. 
Het is echter wel vaak moeilijk de motorfiets stilstaand in de vrijstand te "mikken". Daarom werden er al vroeg controlelampjes voor de vrijstand gebruikt. Suzuki was waarschijnlijk het eerste motorfiets-merk dat op het dashboard met digitale cijfers de versnellingen aangaf, maar op de Bastert "Einspurauto" (een scooter uit 1951) zat er al een die met lampjes op het dashboard werkte.
Bij de overschakeling van hand- op voetversnelling (eind jaren dertig) werden soms kleine plaatjes op de versnellingspook aangebracht die vanaf de zitpositie af te lezen waren. 